# Pobrzeże Szczecińskie
Pobrzeże Szczecińskie (313.2-3) – jednostka geomorfologiczna w północno-zachodniej Polsce. Zajmuje terytoria wokół Zalewu Szczecińskiego, ujścia Odry i brzegów Zatoki Pomorskiej.
W granicach Polski zajmuje około 8 tys. km² i jest dosyć zróżnicowane krajobrazowo. Ważniejsze miasta: Szczecin, Stargard, Świnoujście, Police, Goleniów, Gryfino, Gryfice, Pyrzyce, Kamień Pomorski, Nowogard, Trzebiatów, Wolin.
W jego granicach wyróżnia się jedenaście mezoregionów:
- Uznam i Wolin,
- Wybrzeże Trzebiatowskie,
- Równinę Wkrzańską (określaną również nazwą Równina Policka),
- Dolinę Dolnej Odry,
- Równinę Goleniowską,
- Wzniesienia Szczecińskie,
- Wzgórza Bukowe,
- Równinę Wełtyńską,
- Równinę Pyrzycko-Stargardzką,
- Równinę Nowogardzką,
- Równinę Gryficką.